# 兵庫県道464号尾崎志筑線
兵庫県道464号尾崎志筑線（ひょうごけんどう464ごう おさきしづきせん）は、兵庫県淡路市を通る一般県道である。

## 概要
淡路市尾崎から淡路市志筑に至る。

### 路線データ
- 起点：淡路市尾崎（兵庫県道31号福良江井岩屋線交点）
- 終点：淡路市志筑（志筑天神交差点、兵庫県道66号大谷鮎原神代線交点）
- 総延長：7.176 km

## 路線状況

### 道路施設

#### 橋梁
- 天王橋（宝珠川、淡路市）

## 地理

### 通過する自治体
- 淡路市

### 交差する道路
| 交差する道路               | 交差する場所 | 交差する場所          |
| -------------------------- | ------------ | --------------------- |
| 兵庫県道31号福良江井岩屋線 | 尾崎         | 起点                  |
| 兵庫県道66号大谷鮎原神代線 | 志筑         | 志筑天神交差点 / 終点 |

### 沿線
- パルシェ香りの館・香りの湯
- E28 神戸淡路鳴門自動車道 遠田BS
- レトロ体験村
- 三洋エナジー南淡津名工場（旧・津名エレクトロニカ）